# (34391) Garyzhan
(34391) Garyzhan est un astéroïde de la ceinture principale de 3,775 km de diamètre découvert en 2000.

## Description
(34391) Garyzhan a été découvert le 2 septembre 2000 à l'observatoire Magdalena Ridge, situé dans le comté de Socorro, au Nouveau-Mexique (États-Unis), par le projet Lincoln Near-Earth Asteroid Research (LINEAR).

### Caractéristiques orbitales
L'orbite de cet astéroïde est caractérisée par un demi-grand axe de 2,23 ua, un périhélie de 1,82 ua, une excentricité de 0,19 et une inclinaison de 5,55° par rapport à l'écliptique. Du fait de ces caractéristiques, à savoir un demi-grand axe compris entre 2 et 3,2 ua et un périhélie supérieur à 1,666 ua, il est classé, selon la JPL Small-Body Database, comme objet de la ceinture principale.

### Caractéristiques physiques
(34391) Garyzhan a une magnitude absolue (H) de 14,4 et un albédo estimé à 0,236, ce qui permet de calculer un diamètre de 3,775 km. Ces résultats ont été obtenus grâce aux observations du Wide-field Infrared Survey Explorer (WISE), un télescope spatial américain mis en orbite en 2009 et observant l'ensemble du ciel dans l'infrarouge, et publiés en 2012 dans un article présentant les résultats concernant 13 511 astéroïdes de la ceinture principale.

## Étymologie
Cet astéroïde est nommé en l'honneur de Gary Zhan (2004-).